# Frithia pulchra
Frithia pulchra – gatunek rośliny z rodziny pryszczyrnicowatych (Aizoaceae). Endemit Republiki Południowej Afryki, gdzie rośnie na naturalnych stanowiskach tylko w Prowincji Gauteng. Gatunek narażony na wyginięcie (VU).